# NGC 3918
NGC 3918 هي مجرة تتبع كوكبة قنطورس. اكتشفها جون هيرشل في 3 أبريل 1834.

## روابط خارجية
- NGC 3918 على موقع ويكي سكاي: DSS2, SDSS, GALEX, IRAS, Hydrogen α, X-Ray, Astrophoto, Sky Map, Articles and images